# Prospalta taprobanee
Prospalta taprobanee là một loài bướm đêm trong họ Noctuidae.